# Геортонім
Геортонім (від грец. έορτή – "свято" і όνομα – "ім’я, назва") – вид ідеонімів, власна назва святкового дня чи більшого часового відрізку, найменування пам’ятної або знаменної дати.

### Типи ідеонімів
За походженням геортоніми поділяють на такі класи номінацій:
- офіціал-геортоніми (від. лат. officialis – "урядовий, службовий") – власні назви державних і міжнародних свят (наприклад, День Конституції України, День Збройних Сил України).
- клерикал-геортоніми (від лат. clericalis – "церковний") – власні назви церковних свят (наприклад, Різдво, Великдень, Покрова Пресвятої Богородиці).
- фольк-геортоніми (від англ. folk – "народний") – власні назви народних свят (Зелені свята, Івана Купала).